# Arundinaria linearis
Arundinaria linearis är en gräsart som beskrevs av Eduard Hackel. Arundinaria linearis ingår i släktet Arundinaria och familjen gräs. Inga underarter finns listade i Catalogue of Life.